# Katrina Gorry
Katrina-Lee Gorry (Brisbane, 13 agosto 1992) è una calciatrice australiana, centrocampista del West Ham e della nazionale australiana.

## Palmarès

### Club
- Campionato australiano: 1

Premiership
Brisbane Roar: 2012-2013
- National Women's Soccer League: 1

Kansas City: 2014

### Nazionale
- Cup of Nations: 1

2023

### Individuali
- AFC Women's Player of the Year: 2014
- FFA Female Footballer of the Year: 2014